# Francys Sudnicka
Francys Mayela Barraza Sudnicka (Valencia, 9 dicembre 1979) è una modella venezuelana di origine polacca.

## Biografia
Francys Sudnicka nasce a Valencia il 9 dicembre 1979 da padre venezuelano e da madre polacca.

## Carriera da modella
Partecipa al Miss Turismo Venezuela 2000 vincendolo, dopodiché rappresenta il suo paese natale al Miss Turismo Mondo 200 vincendo anche questo concorso. Nel 2003 partecipa al Miss Venezuela con la fascia dello stato Trujillo arrivando al 9º posto. Viene eletta Miss Universo Polonia 2006 e partecipa al Miss Universo 2006 non entrando nella rosa delle 20 finaliste. Subito dopo partecipò a Miss Terra 2006 con la fascia della Polonia arrivando ottava.